# Żyła międzyżebrowa górna

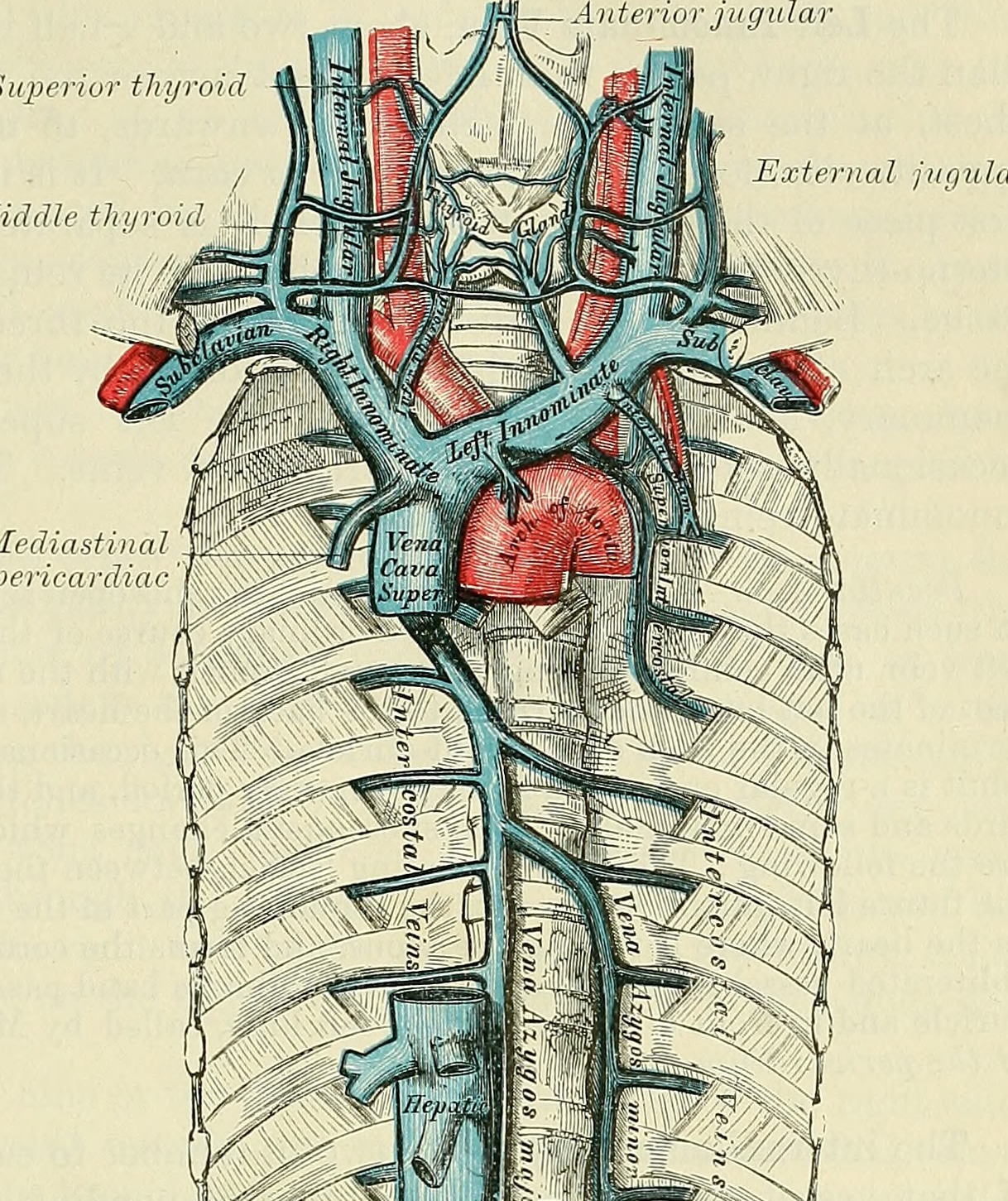
Żyła międzyżebrowa górna lewa podpisana Superior Intercostal.

Żyła międzyżebrowa górna (łac. vena intercostalis superior) – w anatomii człowieka żyła klatki piersiowej powstała z połączenia tylnych końców trzech lub czterech górnych żył międzyżebrowych tylnych. Żyła międzyżebrowa górna prawa wpada do żyły nieparzystej lub żyły ramienno-głowowej prawej, a żyła międzyżebrowa górna lewa do żyły ramienno-głowowej lewej, zespalając się z żyłą nieparzystą i żyłą nieparzystą krótką dodatkową. Obie żyły międzyżebrowe górne mają przebieg pionowy, przy czym lewa przebiega od przodu do łuku aorty a także początku lewej tętnicy szyjnej wspólnej i lewej tętnicy podobojczykowej, krzyżując się z nimi.